# Acanthothecis aurantiaca
Acanthothecis aurantiaca är en lavart som först beskrevs av Johannes Müller Argoviensis och som fick sitt nu gällande namn av Bettina Staiger och Klaus Kalb. 
Acanthothecis aurantiaca ingår i släktet Acanthothecis och familjen Graphidaceae. Inga underarter finns listade i Catalogue of Life.